# Булаир (марш)
Вижте пояснителната страница за други значения на Булаир.
„Булаир“ е сред най-известните български бойни маршове, изпълняван често при паради и официални военни събития на Българската армия.
Маршът е написан в чест на българската победа край Булаир през Балканската война. Нарича се още „Бойна песен на 22-ри тракийски полк“ – военната част, в която е служил Димчо Дебелянов. Маршът е бойната песен на 22-ри тракийски (самоковски) полк, чийто бойци отнемат знамето на 10-а низамска дивизия при Булаир. А маршът на 13-и рилски полк се нарича „Рилци“.
Поручик Найден Андреев написва текста на марша през 1915 година, а музиката е композирана от подпоручик Владимир Гълъбов.
Булаирски марш
Кървава зора вестява
страшни боеве за мъст.
Рилците са веч готови
смело в бой да полетят.
Пред стените булаирски,
никой не е идвал там,
само ние славно бихме
анадолска страшна сган.
Босненци гърмят и тряскат,
рилците без страх вървят,
тях гранатите не стряскат,
безжалостно враг требят.
Бурно мятат се вълните
на Егея, Мрамора,
и повтарят на борците
гръмогласното „Ура!“
Врага свети с прожектори,
за да види де сме ний,
ала вижда си позора,
в кръв обляни долини.
Анадолеца съкрушен
в своите крепости се скри,
нивга няма да помисли